# Magda Kalina Kujszczyk
Magdalena Kalina Kujszczyk – polska scenografka teatralna, filmowa i telewizyjna. Jej dorobek obejmuje spektakle teatralne, filmy fabularne, festiwale i widowiska telewizyjne.
Współpracowała z reżyserami takimi, jak Jan Jakub Kolski, Tomasz Wiszniewski, Wojciech Młynarski, Grzegorz Warchoł i Michał Kwieciński.
Jest autorką dekoracji wnętrz do filmów Chłopaki nie płaczą, Amok, Wrony i Nic. Za tę ostatnią otrzymała nominację do polskiej nagrody Orzeł za najlepszą scenografię.
Współpracuje z Telewizją Polską, projektując scenografie do realizacji telewizyjnych, takich jak Festiwal Polskiej Piosenki w Opolu, Międzynarodowy Festiwal Piosenki w Sopocie, koncert Jose Carrerasa w Teatrze Wielkim. Jest także autorką projektów studiów głównych wydań programów informacyjnych – m.in. Wiadomości TVP 1, TVP Info i Panorama. Jej autorstwa była również scenografia teleturnieju „Jeden z dziesięciu” z lat 2007-2012 (edycje 55-72).